# Taira no Kijomori
Taira no Kijomori (Hepburn-átírással Taira no Kiyomori, japánul: 平 清盛; 1118. február 10. – Kiotó, 1181. március 20.) katonai vezető volt a kései Heian-korban Japánban, akinek a Hógen- és a Heidzsi-lázadásban aratott győzelmei a vidéki harcos osztály hatalmát jelezték. Ő alapította az első szamurájok által irányított kormányzatot a japán történelemben.

## Fiatalkora
Taira no Kijomori Japánban született 1118-ban Taira no Tadamori elsőszülött fiaként. Édesanyja, Gion no Njógo a Heike Monogatari szerint egy palotai szolgáló volt. Kijomori a feljegyzések szerint Sirakava dzsókó (visszavonult császár) fia volt, a dzsókó a már Kijomorival terhes szeretőjét adta feleségül Tadamorinak.

## Családja
Első felesége Takasina no Akiko (Takasina no Motoaki lánya), második felesége Taira no Tokiko, hét fia és hat lánya volt. Leszármazottai közé tartozik Antoku császár és Oda Nobunaga.

## Karrierje
Apja, Taira no Tadamori halála után 1153-ban átvette a Taira-család vezetését, amely egy harcos klán volt a Szeto-beltenger környékén, Nyugat-Japánban, ahol jelentős katonai támogatást nyújtott a császári udvarnak. Nagy ambíciókkal kezdett politizálni, előtte csak mellékszerepet játszott. 1156-ban konfliktus alakult ki a visszavonult császár, Szutoku és öccse, az akkor regnáló Go-Sirakava között. Szutoku megkísérelt egy puccsot végrehajtani a Minamoto család támogatásával, melynek feje Minamoto no Tamejosi volt. Ezt az összetűzést Hógen-lázadásként ismerjük, amely az egyik legvéresebb küzdelem volt a japán történelemben, és Kijomori került ki győztesen, részben Tamejosi fia, Jositomo átállása miatt. Kijomori Minamoto no Jositomóval leverte a Hógen-lázadást. Kegyetlenül kivégeztette ellenségeit, és azt a parancsot adta Jositomónak, hogy vágja le Tamejosinak, saját apjának a fejét. Jositomo ezt elutasította, de végül egy másik Minamoto teljesítette a parancsot. Ezután a Tairák és a Minamotók voltak a legerősebb politikai erő Kiotóban.
Az új helyzetük vezetett ahhoz, hogy a korábbi szövetségesek vetélytársakká váltak. Jositomo elégedetlen volt a részesedésével a hatalomból, és előnyt kovácsolt abból, hogy Kijomori nem tartózkodott a fővárosban 1159–1160 telén, magához ragadta a hatalmat, ez váltotta ki a Heidzsi-lázadást. Taira no Kijomori először meglepődött, majd összegyűjtötte erőit, és egy sor vakmerő, ügyesen végrehajtott művelettel aratott győzelmet, visszatért a fővárosba, és a legfontosabb politikai hatalommá vált Heiankjóban (a mai Kiotó). Az ellenségeit megsemmisítette, Minamoto no Jositomo és két legidősebb fia meghalt. A felesége kérésére Kijomori kegyelmet gyakorolt, és Jositomo három kisfiát, Joritomót, Norijorit és Josicunét száműzte, és a riválisai területén átvette az irányítást. A jóindulata később a Taira-család vesztét okozta.
A helyzetének köszönhetően, hogy ő volt a feje az egyetlen megmaradt harcos családnak, Kijomori olyan egyedi pozícióban volt, hogy manipulálta az udvari versengést a visszavonult császár, Go-Sirakava és a fia, Nidzsó császár között. Ezen a manipuláción keresztül Kijomori egyre feljebb került a kormányzati pozíciók ranglétráján, habár az akcióinak többsége, ugyanúgy mint a családjának sikere a különböző udvari rangok és címek megszerzésében Sirakava pártfogásának köszönhető. A legnagyobb politikai hatalomként és hűbérúrként vitathatatlan gazdagságra és hatalomra tett szert. Ennek a tetőpontja 1167-ben volt, amikor Kijomori lett az első olyan szamuráj származású udvari ember, akit daidzsó daidzsinnek, vagyis miniszterelnöknek neveztek ki, ami a császári udvaron belül a legmagasabb hivatal volt. Habár erről a pozícióról és a család vezetéséről még ebben az évben lemondott, azzal a céllal, hogy megőrizze a társadalmi és politikai tekintélyét, miután elérte vidéken a legmagasabb hivatali tisztséget, de mentes volt a kísérő vámoktól. Ez egy gyakori praktika volt sok éven át a japán kormány legfelső szintjein, és így téve, Kijomori megerősítette erős pozícióját a kiotói kormányban. A kormány politikáját továbbra is ő irányította, a háttérből mozgatva a szálakat. A hatalom gyakorlására a már bevált, hagyományos utat választotta, tehát a lányait beházasította a császári családba, és a fontosabb pozíciókba a rokonait neveztette ki. Azt is elérte, hogy az akkor már visszavonult Go-Sirakava császár az ő feleségének a húgát vegye el, az ő fiuk lett a koronaherceg. Azonban az udvari nemesség, akik nem a harcos osztályból származtak, kevésbé voltak elégedettek Kijomori hatalmával és azzal, ahogyan viselkedett a magas rangú udvari előkelőségekkel.
1171-ben Kijomori hozzáadta a lányát, Tokukót Takakura császárhoz. 1178-ban született meg első gyermekük, Tokihito herceg. A következő évben, 1179-ben Kijomori egy államcsínyt hajtott végre, kikényszerítette a vetélytársai visszalépését az összes kormányzati pozíciótól, és száműzte őket. A felszabadult posztokra szövetségeseit és rokonait nevezte ki. Elfogatta a kolostorba vonult, lemondott császárt, Go-Sirakavát. Végül 1180-ban lemondásra kényszerítette az akkori uralkodót, Takakura császárt, a trónra pedig – az akkor még csak kétéves unokáját, Tokuhito herceget, azaz Antoku császárt ültette.
Ez év júniusában Kijomori átköltöztette a fővárost Fukuhara-kjóba (a mai Kóbe), ami összeköttetésben állt a Szeto-beltengerrel és Kínába vezető kereskedelmi utakkal, de még ez év novemberében visszaköltöztették Heian-kjóba. A Tairák gazdagsága és hatalmuk kiterjedése, valamint Kijomori új kormányzati jogköre miatt a szamurájok a vidéki tartományokban és még a saját családtagjai közül is sokan ellene fordultak. Mocsihito herceg, Takakura császár testvére Kijomori egykori riválisait, a Minamotókat kérte fel a lázadásra a Tairákkal szemben, és emiatt kezdődött 1180 közepén a Genpei-háború. A kezdeti lázadást leverték, de Minamoto no Joritomo, Jositomo fia, akit gyerekkorában Kijomori megkímélt a kivégzéstől, megragadta a lehetőséget a lázadásra, amihez megnyerte a külső tartományok harcosait is.
A fővárosból hadsereget küldtek a lázadás elfojtására, de a Taira-erők, akik a sok éves fényűzés alatt meggyengültek, nem voltak igazi ellenfelei a lázadóknak, így azok hamar legyőzték a Tairák katonáit. Kijomori átadta a kormányzást az egyik fiának, és egy új hadsereget akart létrehozni, de meghalt mielőtt megvalósította volna szándékát.
1181 elején Kijomori maláriában meghalt, fiainak már csak a Taira-család hanyatlása és megsemmisülése maradt. A Heike Monogatari szerint, amikor Taira no Kijomori haldoklott, olyan magas láza volt, hogy bárki, aki megkísérelt a közelébe menni, égési sérüléseket szenvedett a hőtől. A Genpei-háborúból a Minamotók kerültek ki győztesen. 1185-ben Joritomo megsemmisítette a Taira-családot, beleértve Antoku császárt is, és egész Japán a Minamotók fennhatósága alá került.

## Hatása a kultúrára
A Hirosima közelében található Icukusimai szentély tizenkettedik századi újjáépítését Taira no Kijomori rendelte el. A csodálatos tájba illeszkedő épületcsoport ma az UNESCO világörökség része.
Taira no Kijomori a főszereplője a Kamakura-korban íródott Heike Monogatari című eposznak.
A Daiei Filmnél készült Mizogucsi Kendzsi 1955-ös filmje, a Sin heike monogatari (Taira Clan Saga), amelyet Josikava Eidzsi regénye alapján forgattak. A regény a 14. századi hősköltemény, a Heike Monogatari 1950-es újragondolása. A bevezető szöveg a filmhez a következő: „Japánt a tizedik és a tizenegyedik században a Fudzsivara család uralta. De a tizenkettedik században a Fudzsivarák befolyása hanyatlani kezdett, ami részben a kettős monarchiának köszönhető. Egy császár lemondhatott, de a színfalak mögött folytathatta az uralkodást. Ennélfogva volt egy császári udvar, és a már lemondott császárnak is volt egy kolostori udvara, mindkét császár a Napistennő, Amateraszu leszármazottja volt. A két udvar között elkerülhetetlen volt a konfliktus. Mindkettő elkezdett a szamurájoktól, a harcos osztálytól függeni. Addig is, a Fudzsivara-uralom vérontásba torkollott. Néhány kolostornak is volt saját hadserege, melyet arra használtak, hogy megfélemlítsék mindkét császári udvart. A nagy földesurak nem fizettek semmilyen adót. A kalózok és banditák támadásainak száma megemelkedett. A kolostori udvar kísérletet tett a rend helyreállítására, ehhez a szamuráj származású Taira-család harcosait használta fel. Ennek következtében lettek a katonai kormányzat magvai elvetve, amely 700 éven keresztül irányította Japánt. Ez a történet 1137-ben, Kiotóban, Japán régi fővárosában kezdődik.”
A legtöbb elbeszéléstől eltérően Mizogucsi filmje csak Taira no Kijomori fiatalkorát dolgozza fel, hősies karakterként ábrázolja, kiváltképpen amiatt, hogy megtörte a zsarnok fegyveres szerzetesek hatalmát, ahol az apja sírjánál azt mondja: „Apám, két nyilammal megsemmisítettem a babonát, mely századokon át markában tartotta az embereket. Az udvaroncok és a papok megpróbáltak istenkáromlással vádolni. De mások támogattak engem, többen, mint képzeltem. Néhányan közülük földesurak. Apám, egy nagyobb csata vár rám. De én rettenthetetlen maradok. Nem számít, mennyire vertek meg, újra megerősödöm”. A film azzal ér véget, hogy Kijomori közeledik a szabadban táncoló Fudzsivarákhoz, fogadalmat téve saját magának: ”Táncoljatok, Uraim! Közel a vég. A holnap már a miénk lesz.”
Taira no Kijomorit gyakran ábrázolták 19. századi fametszeteken, mint a bűn és a megtorlás mintapéldája. Ezekből az egyik leghíresebb Jositosi fametszete, amely Kijomori látomása néven ismert, Utagava Hirosige festette meg, aki Nakamura Utajemon (IV) színészt ábrázolja Kijomori karaktereként, aki azt a rettenetes víziót látja, hogy a hóval borított kertje átváltozik lemészárolt ellenségeinek halomba rakott csontjaivá.

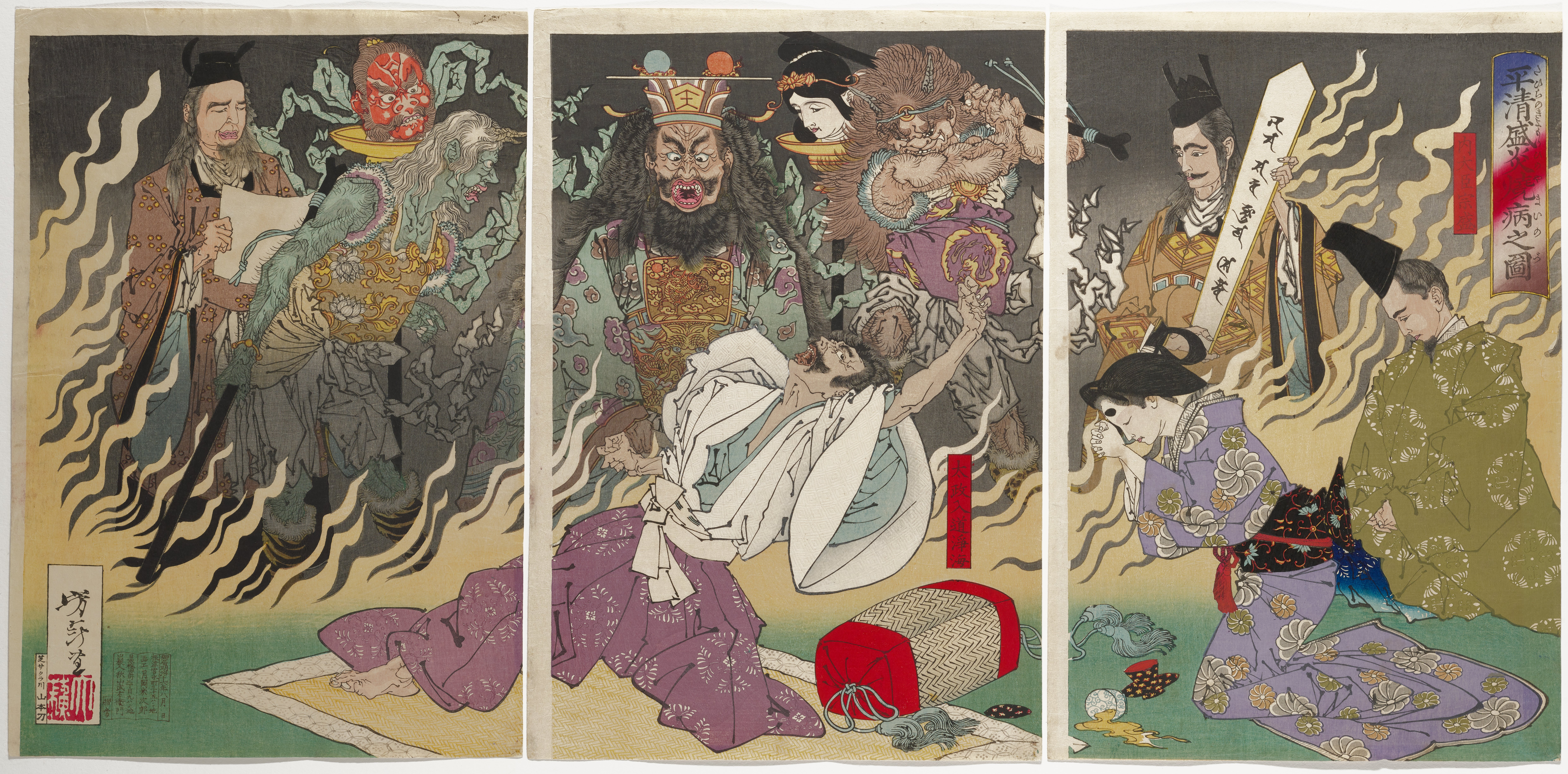
Jositosi fametszete Taira no Kijomoriról

Kijomori videójátékokban is megjelenik. A Warriors Orochi 2-ben, 3-ban és 4-ben is Orochi hadseregében harcol és olvasót használ fegyverként. A Dynasty Warriors Strikeforce-ban is szerepel a játék egy küldetésének főnökeként. Továbbá, ő a fő ellenség a Harukanaru Toki no Naka De 3 videójátékban.
Kijomori rokonszenves cselszövőként kiemelkedő szereplője Tezuka Oszamu képregényíró többször megfilmesített mangájának, a Főnixnek. A kilencedik kötet első felében szerepel. Mint a legtöbb negatív karakter a sorozatban, ő is azért vágyakozik a megnevezett madárra, mert a főnix vére halhatatlanságot ad, ennek köszönhetően akarja tovább vezetni és védeni a Taira-családot, mivel nem bízik az utódaiban, de végül becsapják, és egy importált pávakakast vesz a főnix helyett.
Dave Morris és Jamie Thomson a Fabled Lands című játékkönyv-sorozatuk Lords of the Rising Sun kötetükben feltűnik egy Lord Kiyomori nevű karakter, akit Takakura császár kancellárjaként jelenítenek meg, és a háború küszöbén áll az önjelölt sógunnal, Joritomóval.
Taira no Kijomori életéről szól az ötvenegyedik NHK taiga dorama, mely 2012-ben készült. A főszereplőt Macujama Kenicsi színész alakítja.

## Fordítás
- Ez a szócikk részben vagy egészben  a   Taira_no_Kiyomori című angol Wikipédia-szócikk fordításán alapul.  Az eredeti cikk szerkesztőit annak laptörténete sorolja fel. Ez a jelzés csupán a megfogalmazás eredetét és a szerzői jogokat jelzi, nem szolgál a cikkben szereplő információk forrásmegjelöléseként.